# 高尔基文学院

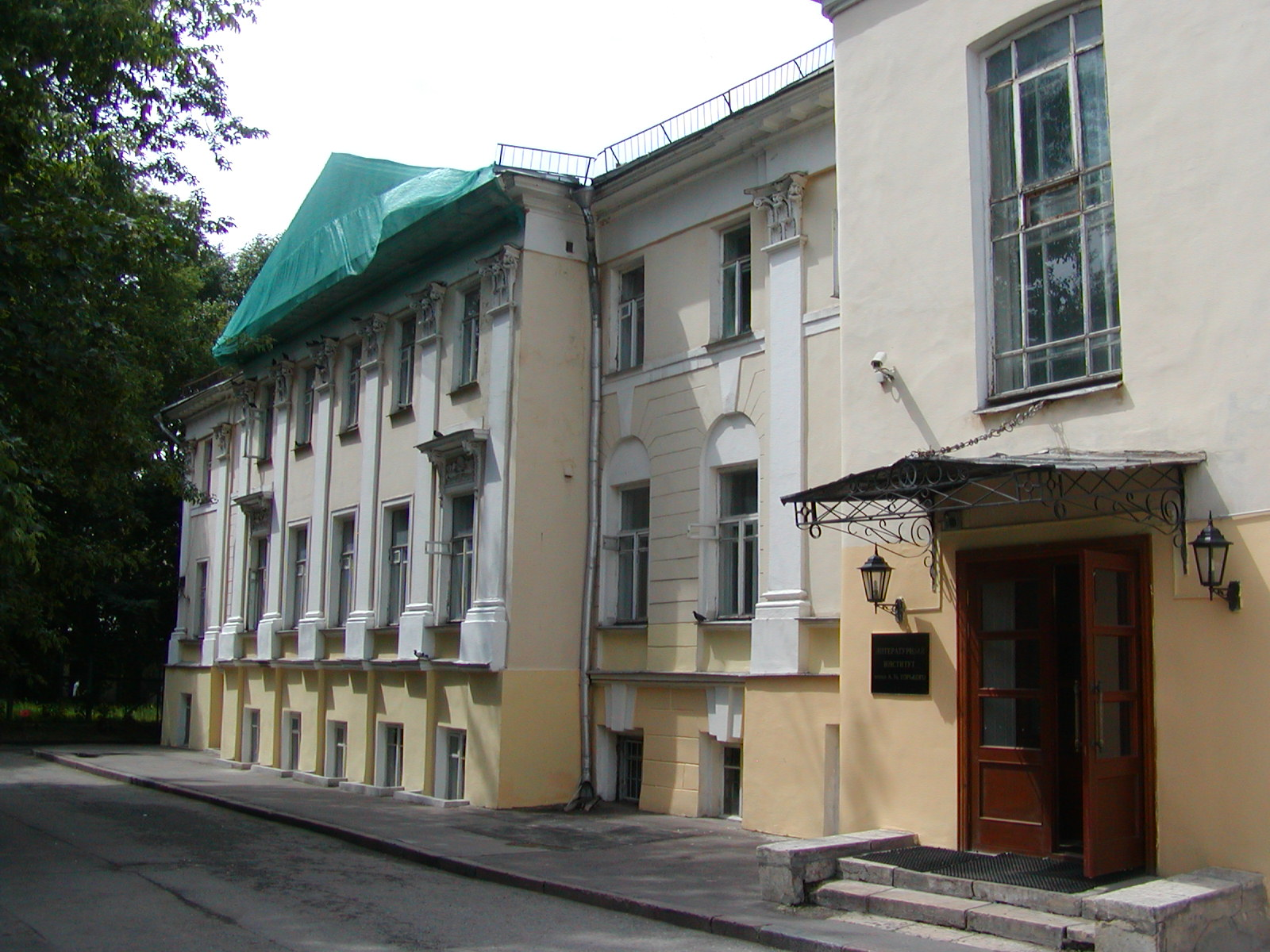
高尔基文学院主楼

55°45′45″N 37°36′08″E / 55.76250°N 37.60222°E
高尔基文学院（俄语：Литературный институт им. А. М. Горького）是一所俄罗斯高等教育机构。1932年9月17日苏联中央执行委员会为庆祝高尔基文学活动40周年而决定创办的，1933年12月1日正式于莫斯科成立，实际上主要是为有一定创作能力的作者（尤其工、农、兵作者），提供深造机会的培训机构，最初的名称是“工人文学夜大学”。1936年高尔基逝世之后，才正式更名为“高尔基文学院”。隶属苏联作家协会。

## 链接
- 高尔基文学院网站 （页面存档备份，存于）